# 亨利·施菲
亨利·施菲（英語：Henry Scheffé，1907年4月11日—1977年7月5日）是一名美國統計學家。他以萊曼-施菲定理和施菲方法而知名。

## 生平
施菲於1907年4月11日出生在紐約市，是德國移民的後代。他們全家搬到紐約州艾斯利普，謝菲在那裡就讀高中。他於1924年畢業，在柯柏聯盟學院上夜校，一年後進入布魯克林理工學院。1928年，他轉學到威斯康辛大學麥迪遜分校，並於1931年獲得數學學士學位。在威斯康辛州，他於1934年與妻子米里亞姆（Miriam）結婚，並於1935年在魯道夫·歐內斯特·蘭格的指導下完成他的博士論文，主題是微分方程。
在威斯康辛大學、俄勒岡州立大學和里德學院教授數學後，施菲於1941年轉到普林斯頓大學。在普林斯頓，他開始從事統計工作，而不是純數學，並作為科學研究與開發辦公室的顧問協助美國的戰爭努力。施菲又搬了幾次家，1944年去了雪城大學，1946年去了加州大學洛杉磯分校，1948年去了哥倫比亞大學，在那裡他擔任統計系主任。他從1953年起在加州大學柏克萊分校定居，直到1974年退休；從1965年到1968年，他也曾在那裡輪流擔任系主任。從柏克萊退休後，他又在印第安納大學任教多年。
1951年，施菲獲選為美國統計學會會士。施菲在1954年擔任國際數理統計學會會長，並在1954年至1956年擔任美國統計學會的副會長。
1977年6月5日，施菲在柏克萊逝世，享年70歲。